# 薩佐尼夫卡 (庫皮揚斯克區)
49°42′9″N 37°15′28″E / 49.70250°N 37.25778°E
薩佐尼夫卡（烏克蘭語：Сазонівка）是位於烏克蘭東部的村莊，由哈爾科夫州庫皮揚斯克區的舍夫琴科韦市镇負責管轄。該村始建於1922年，面積0.62平方公里，海拔高度165米，2001年人口30，人口密度每平方公里48.4人。